# Caligus sclerotinosus
Caligus sclerotinosus is een eenoogkreeftjessoort uit de familie van de Caligidae. De wetenschappelijke naam van de soort is voor het eerst geldig gepubliceerd in 1983 door Roubal, Armitage & Rohde.